# Aequoreidae
Aequoreidae is een familie van hydroïdpoliepen (Hydrozoa). Er zijn ongeveer 30 soorten bekend, die voorkomen in gematigde en tropische kusten. Aequoreidae omvat onder andere de Aequorea victoria, het organisme waaruit het groene fluorescerende eiwitgen werd geïsoleerd.

## Poliepen
Alleen de poliepstadia van Aequorea-soorten zijn waargenomen. De kolonies zijn bedekt met chitine en kunnen zowel uitgestrekt als rechtopstaand zijn met zwakke of sympodiale vertakking. Relatief grote cilindrische gonothecae zijn met een dunne steel aan de kolonie bevestigd.  Gewoonlijk ontwikkelt zich in elke gonotheca slechts één kwal.

## Medusae
Volwassen aequoreidae kwallen zijn divers van vorm en grootte. De kleinste, Aequerea parva is slechts 0,6 cm in diameter, terwijl de grootste, Rhacostoma atlanticum, een diameter van 40 cm kan bereiken. De grootte van de kwallen van de meeste soorten ligt tussen de 5 en 15 cm diameter.  

## Geslachten
Aequoreidae omvat de volgende geslachten:
- Aequorea Péron et Lesueur, 1810
- Aldersladia Gershwin, 2006
- Gangliostoma Xu, 1983
- Rhacostoma L. Agassiz, 1850
- Zygocanna Haeckel, 1879